# Провиденти
Провиденти (итал. Provvidenti) је насеље у Италији у округу Кампобасо, региону Молизе.
Према процени из 2011. у насељу је живело 147 становника. Насеље се налази на надморској висини од 573 м.

## Становништво
| 1931. | 1936. | 1951. | 1961. | 1971. | 1981. | 1991. | 2001. | 2011. |
| ----- | ----- | ----- | ----- | ----- | ----- | ----- | ----- | ----- |
| 683   | 675   | 650   | 400   | 234   | 214   | 211   | 166   | 122   |